# John Street Church

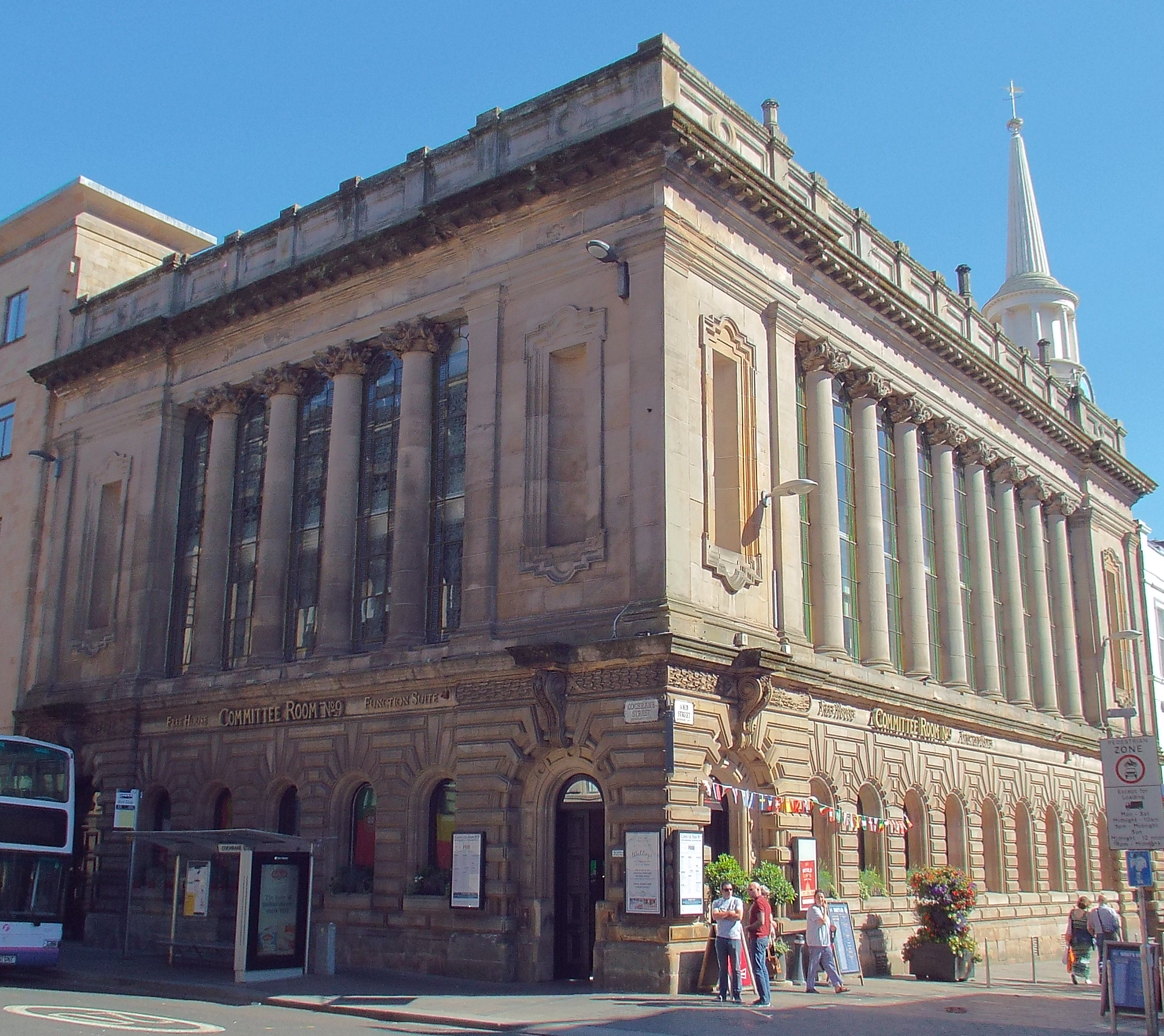
Die John Street Church von Nordwesten

Die John Street Church ist ein ehemaliges Kirchengebäude und heutiges Geschäftshaus in der schottischen Stadt Glasgow. 1970 wurde das Bauwerk in die schottischen Denkmallisten in der höchsten Denkmalkategorie A aufgenommen.

## Geschichte
Der Kirchenneubau wurde 1858 nach einem Entwurf des schottischen Architekten John Thomas Rochead begonnen. Am 1. Januar 1860 wurde die Kirche eröffnet. Sie wurde für die United Presbyterian Church of Scotland erbaut, die schließlich mit der Church of Scotland verschmolz. Die Gesamtkosten beliefen sich auf 9933 £. Als die Kirche obsolet geworden war, wurde sie umgebaut und beherbergt nun eine Gaststätte und Büros.

## Beschreibung
Die John Street Church befindet sich an der Kreuzung zwischen John Street und Cochrane Street im Zentrum Glasgows. Südlich grenzt die Hutchesons’ Hall an; im Norden liegen die Glasgow City Chambers gegenüber. Das Neorenaissancegebäude ist im Stile eines italienischen Palazzos ausgestaltet. Die Fassade des dreistöckigen Gebäudes ist entlang der John Street elf und entlang der Cochrane Street sieben Achsen weit. Ebenerdig ist das Mauerwerk markant rustiziert. Die äußeren Achsen treten leicht hervor. Dort sind rundbögige Portale eingelassen. Sie schließen mit ornamentierten Schlusssteinen, die sich zu verdachenden Podesten erweitern. Darüber verlaufen dekorative Friese. Pilaster flankieren die darüberliegenden gerahmten Nischen. Zwischen den Risaliten erstrecken sich Kolonnaden aus ionischen Säulen über beide Stockwerke. Zwischen den Säulen sind Bleiglasfenster eingesetzt, sodass der Eindruck entsteht als treten die Säulen aus einer gläsernen Wand heraus. Die Säulen tragen einen Architrav mit abschließendem Kranzgesimse. Das Walmdach ist mit Schiefer eingedeckt.